# Dubiwskyj
Dubiwskyj (ukrainisch Дубівський; russisch Дубовский/Dubowski) ist eine Siedlung städtischen Typs im Süden der ukrainischen Oblast Luhansk mit etwa 4000 Einwohnern.
Der Ort gehört administrativ zur Stadtgemeinde der 6 Kilometer nordwestlich liegenden Stadt Antrazyt und bildet hier eine eigene Siedlungsratsgemeinde zu der auch das Dorf Orichowe (Оріхове) zählt, die Oblasthauptstadt Luhansk befindet sich 59 Kilometer nördlich des Ortes, im Ort endet eine Eisenbahnstichstrecke von Antrazyt aus.
Dubiwskyj trug bis 1958 den Namen Hromiwka (Громівка; russisch Gromowka/Громовка), dieses Dorf entstand Anfang des 20. Jahrhunderts und wurde 1954 zur Siedlung städtischen Typs erhoben, seit Sommer 2014 ist der Ort im Verlauf des Ukrainekrieges durch Separatisten der Volksrepublik Lugansk besetzt.